# Kobylnica (Pommeren)
Kobylnica (Duits: Kublitz) is een dorp in het Poolse woiwodschap Pommeren, in het district Słupski. De plaats maakt deel uit van de gemeente Kobylnica en telt ca. 4000 inwoners.